# Grace Nichols
Grace Nichols (Georgetown, Guyana, 1950) es una poeta guyanesa que se mudó a Gran Bretaña en 1977. Su primera colección, I is a Long-Memoried Woman (1983), ganó el premio de poesía de Commonwealth Writers.

## Biografía
Grace Nichols nació en Georgetown, Guyana, y vivió en un pequeño pueblo en la costa del país hasta que su familia se mudó a la ciudad cuando tenía ocho años. Obtuvo un Diploma en Comunicaciones de la Universidad de Guyana, y posteriormente trabajó como maestra de 1967 a 1970, como periodista y en servicios de información del gobierno, antes de emigrar al Reino Unido en 1977. Gran parte de su poesía se caracteriza por los ritmos y la cultura del Caribe, y está influenciada por el folklore guyanés y amerindio. 
Su primera colección de poesía, I is a Long-Memoried Woman, ganó el Premio de Poesía de la Commonwealth de 1983. Ha escrito varios libros de poesía y una novela para adultos, Whole of a Morning Sky, 1986. Sus libros para niños incluyen colecciones de cuentos y antologías de poesía. Su último trabajo, de poemas nuevos y seleccionados, es Startling the Flying Fish, 2006. Su poesía aparece en las antologías IGCSE de AQA, WJEC (Welsh Joint Education Committee) y Edexcel English / English Literature, lo que significa que muchos estudiantes de IGCSE en el Reino Unido han estudiado su trabajo. Su religión es el cristianismo después de que fue influenciada por las muchas religiones y la sociedad multicultural del Reino Unido. 
En 2011, Nichols fue miembro del jurado del concurso de poesía de escuelas llamada "Anthologise", encabezada por la Poeta Laureada Carol-Ann Duffy. Se invitó a estudiantes escolares de entre 11 y 18 años de todo el Reino Unido a crear y presentar sus propias antologías de poesía. Los primeros ganadores de Anthologise fueron los alumnos de sexto curso de Monkton Combe School, Bath, con su antología titulada The Poetry of Earth is Never Dead.
Vive en Lewes, East Sussex, con su compañero, el poeta guyanés John Agard.

## Awards
- 1983: Premio de Poesía de la Commonwealth por I is a Long Memoried Woman.
- 1986: Premio de los escritores del Arts Council of Great Britain.
- 1996: Premio de Poesía de Guyana por Sunris
- 2000: Premio Cholmondeley
- 2007: Elegido miembro de la Royal Society of Literature[8]
- 2008: Premio Poesía de Guyana por Nunca vivas sin ser amado

## Otras lecturas
- "Grace Nichols", "Writers and Their Work" Series, Sarah Lawson Welsh (Northcote Press & the British Council; 2007)

- Datos: Q5591324